# Euphorbia memoralis
Euphorbia memoralis es una especie fanerógama perteneciente a la familia de las euforbiáceas. Es endémica de Zimbabue.

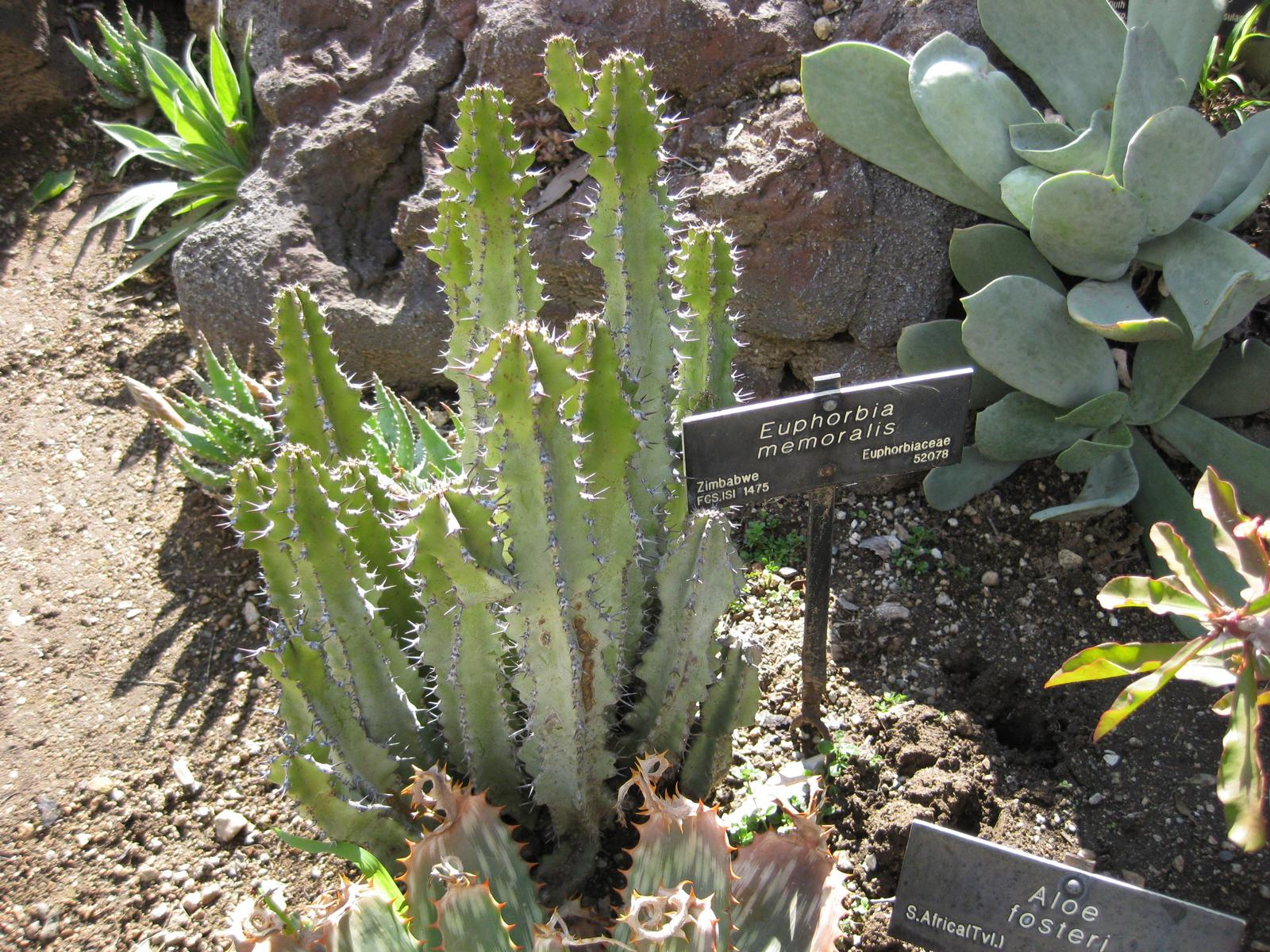
Vista de la planta

## Descripción
Es un arbusto o árbol que alcanza un tamaño de hasta ± 3 m de altura, por lo general notablemente menos, con tallo principal cilíndrico, con 5-7 ángulos, de unos 10 cm de diámetro con o sin ramas,  y con ramas ascendentes, que mueren con la edad y se caen.

## Ecología
Se encuentra bien desarrollado en las laderas pedregosas de las colinas escarpadas, en la sabana en los pastizales, donde crece en asociación con otras especies tolerantes a la serpentina, incluyendo las suculentas Aloe ortholopha, Euphorbia wildii, y también con Aloe cryptopoda, Euphorbia griseola, etc.
Crece bien en el cultivo.

## Propiedades
En las raíces y los tallos se encuentra: níquel 0,96-0,37%; cromo 0,36-0,10%; óxido de calcio 19,40-15,00; 16,50-29,00%, óxido de magnesio, Mg / Ca 0,72-1,63.

## Taxonomía
Euphorbia memoralis fue descrita por Robert Allen Dyer y publicado en Flowering Plants of Africa 29: 1129. 1952.
Etimología
Euphorbia: nombre genérico que deriva del médico griego del rey Juba II de Mauritania (52 a 50 a. C. - 23), Euphorbus, en su honor – o en alusión a su gran vientre –  ya que usaba médicamente Euphorbia resinifera. En 1753 Carlos Linneo asignó el nombre a todo el género.
memoralis: epíteto